# Carola Toelle

Carola Toelle um 1920 auf einer Fotografie von Alexander Binder

Carola Toelle (geboren als Henriette Dorothea Helene Karola Toelle am 2. April 1892 in Hannover-Linden; † 28. Januar 1958 in Berlin-Grunewald) war eine deutsche Schauspielerin.

## Leben
Sie kam 1916 an das Deutsche Theater in Berlin und erhielt ab 1917 Filmhauptrollen bei der Deutschen Bioscop, später auch bei anderen Produktionsfirmen. Nach sechs Jahren beendete sie ihre intensive Filmarbeit und widmete sich ganz dem Theater.
Als freischaffende Schauspielerin trat sie am Deutschen Künstlertheater und am Deutschen Theater in Berlin sowie am Kleinen Haus der Städtischen Bühnen in Frankfurt am Main auf. Während des Zweiten Weltkrieges nahm sie noch einige Nebenrollen in Filmen an. Sie stand 1944 in der Gottbegnadeten-Liste des Reichsministeriums für Volksaufklärung und Propaganda.
Nach Kriegsende agierte sie beim Staatsschauspiel Dresden und ab 1951 am Renaissance-Theater in Berlin.
Sie war von 1919 bis 1925 mit dem Schauspieler Ernst Stahl-Nachbaur verheiratet. Ihre Schwester war die Schauspielerin Uschi Elleot.

## Filmografie
- 1917: Die Geächteten
- 1917: Erloschene Augen. Tragödie eines blinden Kindes
- 1918: Das Lied der Colombine
- 1918: Das große Opfer
- 1919: Die blonde Loo
- 1919: Der falsche Schein
- 1919: Die Insel der Glücklichen
- 1919: Das ewige Rätsel
- 1919: Die Ehe der Frau Mary
- 1920: Opfer
- 1920: Der siebente Tag
- 1920: Tötendes Schweigen
- 1920: Johannes Groth
- 1921: Landstraße und Großstadt
- 1921: Der Spielmann
- 1921: Hazard
- 1921: Baron Bunnys Erlebnisse, 1. Teil: Der Meisterdieb
- 1921: Kean
- 1921: Die Schuld des Grafen Weronski
- 1921: Die Perle des Orients
- 1921: Kämpfende Herzen
- 1922: Menschenopfer
- 1922: Die Flucht in die Ehe
- 1922: Christoph Columbus
- 1923: Der rote Reiter
- 1942: Hochzeit auf Bärenhof
- 1943: Immensee
- 1944: Seinerzeit zu meiner Zeit
- 1944: Der verzauberte Tag
- 1944: Tierarzt Dr. Vlimmen (unvollendet)